# عبدالسلام عمر
عبدالسلام عمر (انگلیسی: Abdelsalam Elfaitory؛ زادهٔ ۲۲ ژوئیهٔ ۱۹۹۳) بازیکن فوتبال اهل لیبی است.
وی همچنین در تیم ملی فوتبال لیبی بازی کرده‌است.